# Eutidem I
Eutidem I Euthydemus, Εὐθύδημος Α΄ (vers 260-200 aC) fou rei grec de Bactriana fundador de la dinastia eutidèmida.

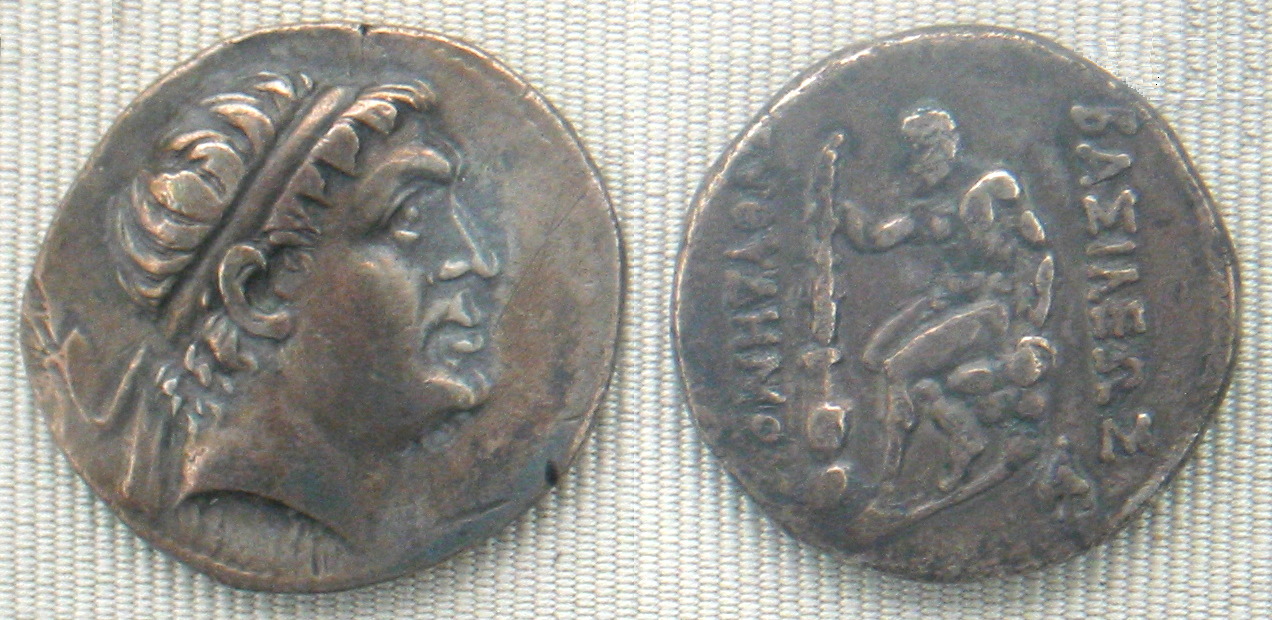
Moneda d'Eutidem (vers 225-200 aC)

Va néixer presumptament a Magnèsia i s'hauria casat amb una filla de Diòdot I (i germana de Demetri I). Fou possiblement sàtrapa de Sogdiana. Va assassinar al seu cunyat Demetri II vers 225 aC i va usurpar el tron de Bactriana, posant punt final a la dinastia de Diòdot. Polibi data aquests fets el 230 aC. Estrabó relaciona la seva accessió amb guerres selèucides internes entre el 223 i 221 aC. El seu regne sembla que va ser important, estenent-se probablement el seu poder a Sogdiana al nord, i Margiana i Ariana al sud o est de Bactra. Del seu regnat no es coneix gaire cosa, però és evident que l'expansió dels parts i la cessió de la major part de les províncies orientals a l'imperi maurya aïllà i protegí alhora el nou regne.
El 212 o 208 aC (hi ha discrepàncies sobre la data) se sap que fou atacat per Antíoc III el Gran al que va intentar fer front a la riba de l'Arios (modern riu Hari Rud a l'Afganistan). Eutidem disposava de deu mil homes però va perdre la batalla de l'Arius i es va haver de retirar cap a la seva capital Bactres o Zariaspa on va resistir amb èxit un setge de quasi tres anys; finalment Antíoc va acceptar el reconeixent de la seva dignitat reial i va acordar la retirada a canvi de ser reconegut com a sobirà per Eutidem (206 aC), i sembla que mercès als bons oficis de Demetri, el jove fill d'Eutidem, que va impressionar a Antíoc (després fou el rei Demetri I de Bactriana); Demetri va rebre com esposa una filla del rei selèucida. En els relats clàssic s'esmenta que entre els arguments presentats per Eutidem en favor del seu manteniment al front del regne, estava el fet que havia enderrocat al "rebel" Diodot I i que defensava l'Àsia central de les invasions dels nòmades, perquè sense la seva defensa el país acabaria barbaritzat. Es creu que el regne es va recuperar aviat de la guerra, ja que no va afectar el país i només a la capital. Després de la sortida dels selèucides, el regne grec de Bactriana va iniciar la seva expansió a zones del nord-est de l'Iran fins a Pàrtia, que probablement foren les satrapies de Tapúria i Traxiane, dominis que si en algun moment va posseir, mai es van consolidar.
Eutidem va morir en data desconeguda vers 200 o 195 aC. És probable que en els darrers anys del seu regnat hagués enviat al seu fill Demetri a l'Índia (de fet l'expansió cap a l'Índia es data generalment vers el 180 aC quan Eutidem ja feia anys que era mort). El seu successor natural fou el seu fill Demetri I que aviat va abandonar Bactriana per anar a conquerir l'Índia.

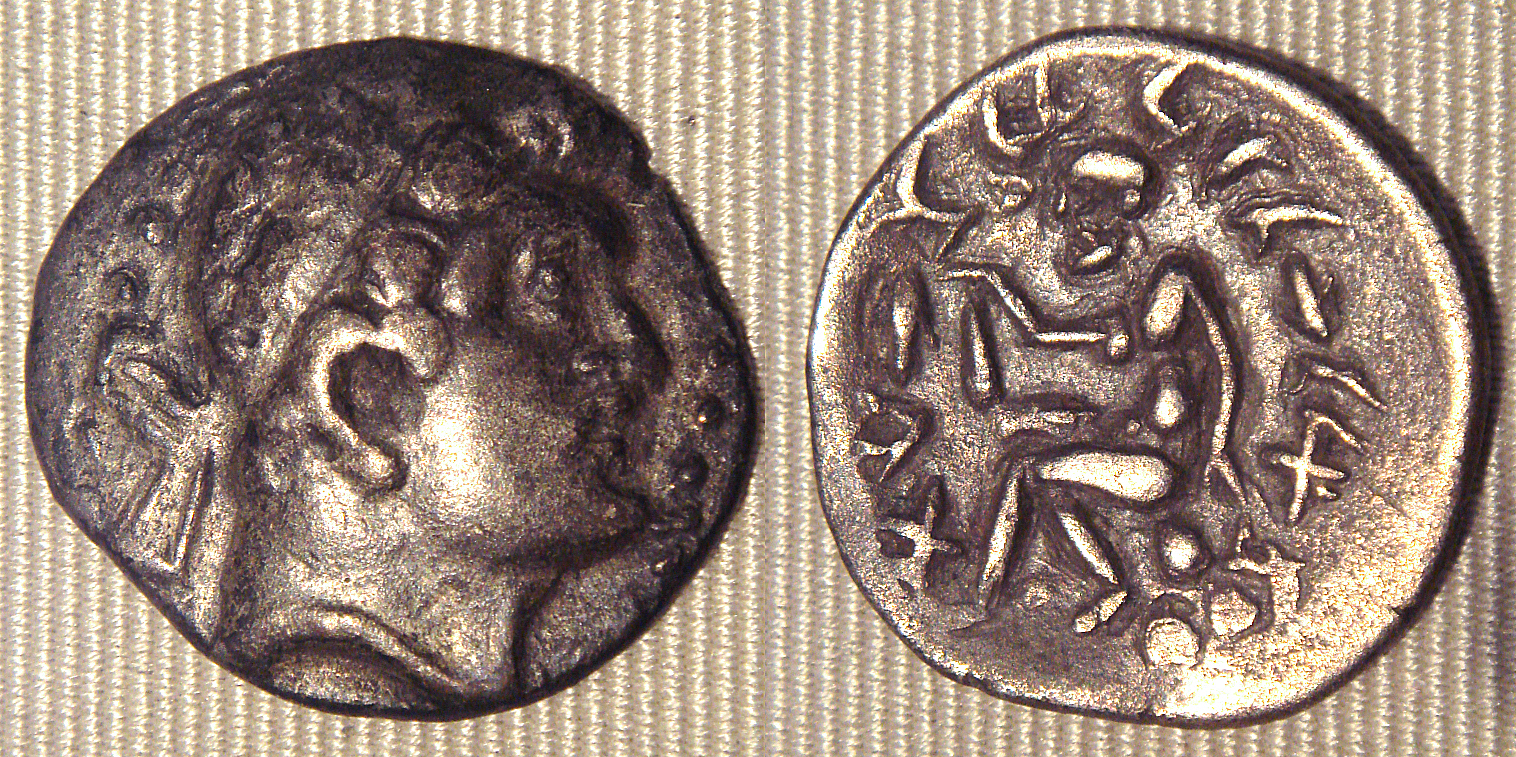
copia d'una moneda d'Eutidem feta per bàrbars de Sogdiana; al revers inscripció en arameu; és possible que Eutidem hagués governat temporalment sobre Sogdiana.

## Monedes
Hi ha nombroses monedes d'Eutidem, on és representat de jove, mitjana edat i vell; això suggereix un regnat llarg d'almenys 25 o 30 anys. Hi ha monedes seves emeses posteriorment per reis indogrecs, per commemorar a Eutidem, emeses per Agàtocles Dikaios, Antímac I i un altre rei que no se sap quin era. Les seves monedes foren imitades per les tribus nòmades de l'Àsia central durant dècades després de la seva mort; aquestes imitacions són anomenades bàrbares pel seu estil poc elaborat.